# Martin Gruber (Regisseur)

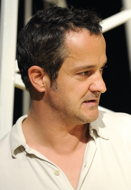
Martin Gruber

Martin Gruber (* 1967 in Bregenz) ist ein österreichisch-italienischer Theaterregisseur, und künstlerischer Leiter der von ihm gegründeten  freien Theatergruppe Aktionstheater Ensemble.

## Leben
Martin Gruber wurde 1967 in Bregenz geboren und wuchs in Dornbirn in Vorarlberg auf. Er studierte Schauspiel und gründete 1989 die Theaterformation Aktionstheater Ensemble, mit der er an zahlreichen Häusern in Österreich, Deutschland und der Schweiz gastierte und an diversen internationalen Festivals wie Bregenzer Festspiele, Kurt Weill Festival, Impuls-Festival, Bregenzer Frühling und den Wiener Festwochen teilnahm.
Gruber begann seine Regiearbeiten 1998 mit multimedialen Klassikerbearbeitungen von Antigone und Elektra und wurde 1993/1994 mit seiner Bearbeitung der Büchner-Trilogie (Woyzeck, Leonce und Lena, Dantons Tod) bekannt. 
Nach einer Periode der Zusammenarbeiten mit Tänzern und Choreografen änderte Gruber seine Arbeitsweise und erarbeitete mit Schriftstellern wie Franzobel (Schwalbenkönig 2006), Gert Jonke (Platzen Plötzlich, 2008), Christian Uetz (Ulysses Roadmovie 2010), Andreas Staudinger (Paradiesseits 2009), Wolfgang Mörth (Welche Krise 2009, Working Pure 2011), Claudia Tondl (Wir gründen eine Partei 2012, Werktagsrevolution 2013) neue Theaterstoffe und eigene Projekte.
Seither arbeitet Martin Gruber regelmäßig mit Komponisten, Musikern und bildenden Künstlern. So entstanden  mit dem Bassisten Peter Herbert (Nathan der Weise, Peachums Traum), dem Komponisten Gerald Futscher (Miluj Ma, Paradiesseits), den Münchner Symphonikern und den Rockbands 78plus, Morbidelli Brothers (Welche Krise, Ulysses Roadmovie, Werktagsrevolution) oder dem bildenden Künstler Tone Fink (Operette. Apokalypse, Revue Revue. Kunst ist sinnlos) oder Musikprojekte mit den Komponisten Gerald Futscher (Paradiesseits-Sprechoper) und Gerold Amann (Oper: der Fundevogel, Sprachunabhängiges Vocalstück: das Albtraummännlein).
Gruber ist seit dem Bruch mit den Klassikern bekannt dafür, die Gegenwart besonders schnell zu reflektieren. Seine Theaterarbeiten greifen grundsätzlich Themen auf, die Zusammenhänge mit dem zeitgenössischen Menschen aufweisen.
Mit seinem langjährigen Dramaturgen Martin Ojster erfand Gruber 2008 die Kunstlounge „Salon d´amour“, die im Magazin 4 zu einem Fixpunkt geworden ist und bei der seither zahlreiche österreichische Künstler und Künstlerinnen zusammentreffen. So waren unter andern: Wolfgang Hermann, Daniela Egger, Wolfgang Mörth, Rainer Nikowitz, Andrea Maria Dusl, Monika Helfer, Stephan Eibel, 78plus, Tini Trampler und die dreckige Combo, Zeebee, Morbidelli Brothers, Kmet, Propella und viele andere zu Gast.
Gruber wurde als italienischer Staatsbürger geboren, 2022 wurde ihm die österreichische Staatsbürgerschaft verliehen.

## Inszenierungen (Auswahl)
- 1997: „Kain“ von George Gordon Lord Byron, Bregenzer Festspiele
- 1999: „Der gesamte Shakespeare, leicht gekürzt“, Städtische Bühnen Augsburg
- 2003: „je veux je veux“ frei nach Jean Genet – der Balkon (Choreografie: Liz King), Volksoper Wien
- 2003: „Perser“ von Aischylos (Neuübersetzung von Durs Grünbein), Österreichische Erstaufführung
- 2004: „Sinfonie der Stadt“ – „Mahagonny Songspiel“ von Kurt Weill, „City Life“ von Steve Reich, „Quiet City“ von Aaron Copland, mit den Münchner Symphonikern, Kurt Weill-Festival, Dessau
- 2005: „Schlachtfest“ von Andreas Staudinger, Uraufführung
- 2008: „Platzen Plötzlich“ von Gert Jonke, Uraufführung, Theater am Kornmarkt/Bregenzer Frühling
- 2010: „Ulysses Roadmovie“ von Christian Uetz, Uraufführung, Festspielhaus Bregenz
- 2011: „Working Pure“ von Aktionstheater Ensemble und Wolfgang Mörth, Uraufführung
- 2011: „Zukunftsmaschine“ von aktionstheater ensemble und Andreas Staudinger, Uraufführung, Festspielhaus Bregenz
- 2012: „Salz Burg“ von aktionstheater ensemble und Wolfgang Mörth, Uraufführung, Festspielhaus Bregenz
- 2012: „Wir gründen eine Partei“ von aktionstheater ensemble und Claudia Tondl, Uraufführung[10]
- 2013: „Werktagsrevolution“ von aktionstheater ensemble und Claudia Tondl, Uraufführung[11]
- 2013: „Drei Sekunden“ von aktionstheater ensemble und Wolfgang Mörth, Uraufführung[12]
- 2014: „Pension Europa“ von aktionstheater ensemble und Claudia Tondl, Uraufführung, Festspielhaus Bregenz[13]
- 2014: „Angry Young Men“ von aktionstheater ensemble und Wolfgang Mörth, Uraufführung, Hamakom/Nestroyhof[14]
- 2015: „Riot Dancer“ von aktionstheater ensemble und Claudia Tondl sowie Wolfgang Mörth, Uraufführung, Festspielhaus Bregenz[15]
- 2015: „Kein Stück über Syrien“ von aktionstheater ensemble, Uraufführung[16]
- 2016: „Jeder Gegen Jeden“ von aktionstheater ensemble, Uraufführung, Festspielhaus Bregenz[17]
- 2016: „Immersion. Wir verschwinden“ von aktionstheater ensemble, Uraufführung[18]
- 2017: „Ich Glaube“ von aktionstheater ensemble, Uraufführung[19]
- 2017: "Swing: dance to the right" von aktionstheater ensemble, Uraufführung, Text von Martin Gruber und Elias Hirschl[20][21]

## Filmprojekte
- 2012: „Romanistan“ Kurz-Filmprojekt über Roma und Sinti

## Auszeichnungen
- Gustav-Klimt-Preis
- Joseph-Binder-Award
- 2014: Heidelberger Theaterpreis[22]
- 2016: Nestroy-Theaterpreis
- 2017: Vorarlberger des Jahres in Wien[23]